# Violette Leduc
Violette Leduc (Arras, 7 april 1907 – Faucon, 28 mei 1972) was een Frans schrijfster.

## Biografie
Leduc werkte bij een uitgeverij. Na een ontmoeting met Maurice Sachs en Simone de Beauvoir in 1942 begon ze zelf te schrijven. Met Sachs woonde ze korte tijd samen. Haar eerste boek, L'Asphyxie, verscheen in 1946. In 1955 werd ze gedwongen een aantal expliciete lesbische scènes uit het boek Ravages te halen. Dit gecensureerde gedeelte verscheen in 1966 alsnog als de novelle Thérèse et Isabelle.
Tot haar bekendste werken behoren het autobiografische La Bâtarde uit 1964 en La Folie en tête uit 1970.
Leduc stierf in 1972 op 65-jarige leeftijd in haar woning in Faucon aan de gevolgen van borstkanker.

## Verfilming
In 2013 verscheen de Franse film Violette van regisseur Martin Provost over het leven van Leduc.
- Bibsys: 90068902
- Biblioteca Nacional de España: XX997003
- Bibliothèque nationale de France: cb11912057h (data)
- Catàleg d'autoritats de noms i títols de Catalunya: 981058604811606706
- CiNii: DA06787568
- Gemeinsame Normdatei: 11857079X
- International Standard Name Identifier: 0000 0001 1057 0048
- Library of Congress Control Number: n50042579
- Bibliotheek van het Japanse parlement: 00447173
- Nationale Bibliotheek van Tsjechië: xx0018018
- Nationale Bibliotheek van Israël: 987007264311005171
- Nederlandse Thesaurus van Auteursnamen: 068472730
- LIBRIS: 249643
- SNAC: w63g3dhd
- Système universitaire de documentation: 027806421
- Trove: 901875
- Virtual International Authority File: 39379984
- WorldCat: E39PBJwxGTJHYFm9jhyx8fkv73